# Parc naturel de la mer de Corail
Le parc naturel de la mer de Corail est une aire marine protégée de Nouvelle-Calédonie couvrant 1,3 million de kilomètres carrés. Il s'agit de la plus grande aire marine protégée de France et de la quatrième aire marine protégée du monde (en 2018), après l'aire Marae Moana aux Îles Cook, la mer de Ross en Antarctique et le monument national marin de Papahānaumokuākea au large de Hawaï. Elle s'étend sur l'ensemble de l'espace maritime (ZEE) de la Nouvelle-Calédonie incluant les eaux intérieures et territoriales.

## Faune
Parmi les espèces recensées dans le parc naturel de la mer de Corail, on compte 25 espèces de mammifères marins ; 48 espèces de requins, dont au moins cinq sont menacées d'extinction ; au moins 20 espèces d'oiseaux marins nicheurs, dont une est menacée d'extinction, ; cinq espèces de tortues marines, toutes menacées d'extinction, dont la tortue verte, nicheuse,.

## Historique

### Création
Cette aire protégée a été créée le 23 avril 2014 par arrêté du Gouvernement de la Nouvelle-Calédonie.
Selon les termes de l'arrêté du gouvernement de la Nouvelle-Calédonie, le parc naturel de la mer de Corail a pour but de « protéger les écosystèmes, les habitats et les espèces, ainsi que le patrimoine culturel, en recherchant le meilleur équilibre entre conservation et développement des activités humaines ».D'après l'Agence des aires marines protégées, le but de ce parc naturel serait de « concilier développement économique et social et préservation de cet environnement exceptionnel ».

### Plan de gestion de mars 2018
Un plan de gestion du Parc naturel a été adopté en mars 2018 par arrêté du gouvernement calédonien, qui pose le cadre d'objectifs à atteindre pour les cinq ans à suivre et repose sur quatre piliers : « protéger le patrimoine naturel et culturel », « garantir et accompagner des usages durables et responsables reconnus », « assurer une bonne gouvernance » et « intégrer le parc aux échelles locale, régionale et internationale ».

### Accentuation de la protection par l'arrêté d'août 2018
Nouvelles réserves - En août 2018, le gouvernement de la Nouvelle-Calédonie a adopté un arrêté créant des nouvelles réserves dans le parc. Ces réserves sont de deux types, qui correspondent à deux niveaux de protection différents : les réserves naturelles et les réserves intégrales.
Réserves naturelles - Au total, 21 000 km2 sont désignés « réserve naturelle ». Tout type de pêche, y compris pour l'autoconsommation, y est interdit. Une dérogation pour la pêche aux holothuries a néanmoins été accordée par le gouvernement de la Nouvelle-Calédonie au navire Sonja II de la compagnie IaOra de septembre à décembre 2018. Sur autorisation du gouvernement, les « réserves naturelles » restent ouvertes à tous types de visiteurs lorsque les bateaux qui les amènent ont moins de 12 passagers.
Réserves intégrales - Au total, 7 000 km2 de la surface du parc naturel sont désormais classés en réserve sous haute protection. Ces réserves dites « intégrales » sont néanmoins ouvertes à des activités dites de « suivi » impactantes, à des activités scientifiques et au tournage de films sur autorisation du gouvernement.
Réglementation du tourisme - Un arrêté encadrant le tourisme professionnel dans les 21 000 km2 de réserve naturelle, a également été adopté. Cet arrêté, qui concerne les professionnels du tourisme, interdit aux bateaux de plus de 200 passagers de pénétrer dans les réserves naturelles. Pour les bateaux de 13 à 200 passagers, une autorisation du gouvernement et une convention précisant les mesures d'encadrement et de suivi des activités sont obligatoires. En cas d'autorisation de débarquement de croisiéristes, le nombre de personnes autorisées à se trouver, à tout moment, hors du bateau, est limité à 50.

### Annulation de la délibération de 2011 et des arrêtés de 2014 et 2018
L'arrêté par lequel le parc naturel de la mer de Corail a été créé en 2014 et les arrêtés subséquents de 2018 reposaient sur une délibération du congrès de la Nouvelle-Calédonie, adoptée en 2011 et relative à la définition des aires protégées dans l’espace maritime de la Nouvelle-Calédonie et sur les îles appartenant à son domaine public.
En 2019, la société de pêche IaOra Export qui exploitait jusqu'en décembre 2018 les bêches de mer de la réserve naturelle des Chesterfield à la faveur d'une dérogation temporaire accordée par le gouvernement de la Nouvelle-Calédonie a porté plainte auprès de la cour administrative d’appel de Paris. Le 1er octobre 2020, ce tribunal a donné raison au plaignant et partiellement annulé l'arrêté de 2018 qui instaurait des réserves aux atolls Chesterfield, Bellona, d'Entrecasteaux, Pétrie et Astrolabe ainsi que deux articles essentiels de la délibération de 2011 au motif que celle-ci relevait du domaine de la loi du pays au titre des « règles du droit domanial de la Nouvelle-Calédonie » et des « principes fondamentaux des obligations civiles et commerciales »,.
Cette décision de la cour administrative d'appel de Paris mettait en cause l'essentiel de la réglementation du parc naturel de la mer de Corail. Une loi de pays reprenant les termes du décret initial a finalement été adoptée en décembre 2021.

## Critiques
Pour les spécialistes, autant que pour une partie de la société civile, la réglementation n'est pas à la hauteur des enjeux environnementaux,,,,. Ainsi les associations de Nouvelle-Calédonie s'inquiètent-elles de ce que l'essentiel (98 % de la surface) du Parc naturel de la mer de Corail continue à ne bénéficier d'aucune protection d'aucune sorte,,. L'exploration minière et d'hydrocarbures y reste possible. De même, la quasi-totalité du Parc naturel reste ouverte à la pêche industrielle à la longue ligne, malgré le risque de surpêche ,.
Des associations dénoncent l'absence persistante d'une réglementation qui soit conforme à l'une des principales finalités du parc qui est de « protéger les espèces patrimoniales, rares, en danger et migratrices ». Par exemple, la pêche à la longue ligne, telle qu'elle est pratiquée dans le Parc naturel de la mer de Corail, continue à capturer et à tuer de nombreuses espèces non-ciblées, comme les tortues marines, les requins en grands nombres dont plusieurs espèces en danger d'extinction comme le requin longimane, le requin-marteau halicorne et le grand requin marteau, les cétacés (globicéphales et dauphin à bec étroit) et les oiseaux marins, qui meurent noyés, accrochés au bout des hameçons appâtés. La fréquentation d'un îlot par des visiteurs peut conduire à l'échec de la saison de reproduction des oiseaux marins, causé par l'abandon du nid,,. Pour les chercheurs, les colonies d'oiseaux marins, ainsi que les tortues vertes des îles Chesterfield et d'Entrecasteaux seraient ainsi exposées à l'impact du dérangement par les touristes : loin de protéger ces espèces fragiles et menacées sur ces îles éloignées, l'ouverture du Parc naturel à l'industrie de l'éco-tourisme risquerait, au contraire, d'accélérer leur disparition,.
Le corail reste menacé par le blanchissement, bien que l'atoll des Chesterfield, dans la partie ouest du Parc, ait été un des rares ensembles récifaux au monde à avoir été épargnés par l'événement de blanchissement massif survenu en 2016.
Enfin, des critiques se sont élevées contre le manque de moyens alloués pour assurer un contrôle réel sur cette zone. Une évaluation faite en 2021 de la faune récifale des atolls d'Entrecasteaux a révélé un braconnage massif des holothuries et des bénitiers depuis que ces atolls sont inscrits au patrimoine mondial de l'UNESCO.
Selon le quotidien écologiste Reporterre, mais aussi selon un nombre croissant de scientifiques, le parc naturel de la mer de Corail serait un exemple d'« aire protégée de papier », c'est-à-dire sans accompagnement par des mesures de protection réelles et une gestion efficace.